# Helge Knudsen
Helge Knudsen, född 17 januari 1897, död 5 juni 1985, var en dansk journalist.
Helge Knudsen blev redaktionssekreterare i Nationaltidende 1922, i Berlingske Tidende 1926, var chefredaktör för Jydske Tidende 1929–1934, var Berlingske Tidendes korrespondent i Berlin 1938–1943 varefter han utvisades men återvände 1945–1946, varefter han från 1946 blev korrespondent i London. Bland Knudsens skrifter märks Hitler bandt min Pen (1945), Maskerne falder i Nürnberg (1946, tillsammans med Henrik V. Ringsted) och Oprørere i Hitlers Borg (1947). Knudsen utgav Rudolf Semlers dagbok under titeln Saadan var Goebbels (1947).